# Ode des Roches
Ode des Roches (née le 29 avril 2002) est une jument alezane du stud-book Selle français, qui a concouru au niveau international en saut d'obstacles avec le cavalier brésilien Marlon Módolo Zanotelli, avant de devenir poulinière.

## Histoire

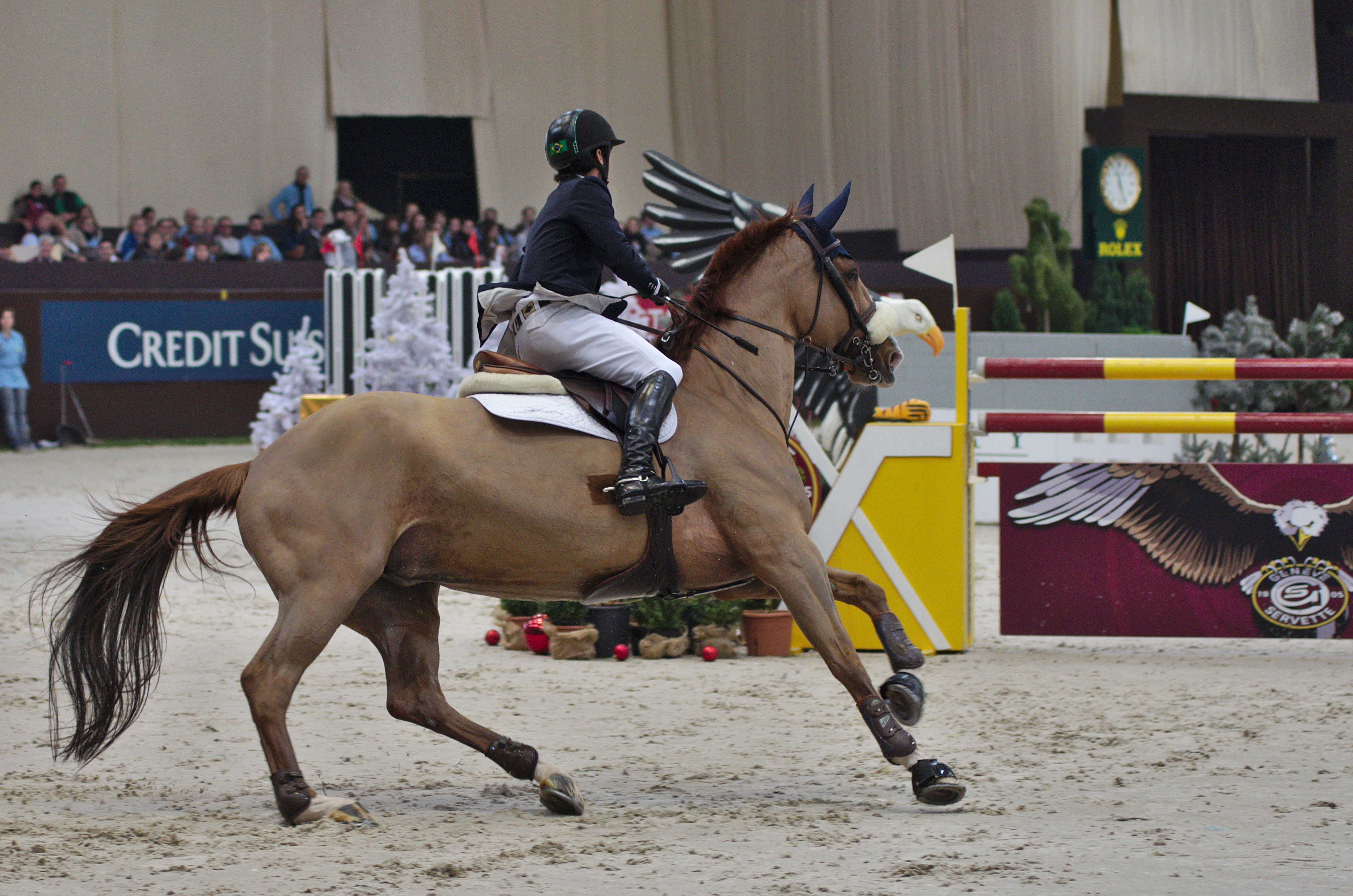
Ode des Roches montée par Marlon Módolo Zanotelli au Concours hippique international de Genève en décembre 2013.

Ode des Roches naît le 29 avril 2002 chez M. Noël Lemaître, dans la commune de Martinvast, dans la Manche, en Normandie (France),. 
Initialement propriété de Camille Tronyo, elle est récupérée par Ashford Farms en janvier 2011, puis montée par le cavalier brésilien Marlon Módolo Zanotelli. Le 2 octobre 2012, le couple remporte le Grand Prix du Concours de saut international 3 étoiles (CSI3*) de Caen, à la surprise générale. 
Début juillet 2017, lors de la vente aux enchères des chevaux d′Ashford farms, alors devenue poulinière et pleine d'Aganix du Seigneur Z, Ode des Roches est acquise pour 42 500 €.

## Description
Odes des Roches est une jument de robe alezan, inscrite au stud-book du Selle français. 

## Palmarès
Elle atteint un indice de saut d'obstacles (ISO) de 169 en 2012.
- octobre 2012 : vainqueur du Grand Prix du CSI3* de Caen[4]
- février 2013 : vainqueur du Grand Prix d'Oliva[7]
- mai 2013 : 3e du jumping international de la Baule[8]

## Origines
Ode des Roches est une fille de l'étalon Selle français First de Launay, et de la jument Houpette des Roches, par Tu viens Dorval,. Elle compte 53 % d'ancêtres Pur-sang.